# Bunyambo
Bunyanbo (Bunyambo) è una circoscrizione rurale (rural ward) della Tanzania situata nel distretto di Kibondo, regione di Kigoma. Conta una popolazione di 13 563 abitanti (censimento 2012).